# Abbaye Saint-Pierre de Montiéramey
L'abbaye de Montiéramey est une abbaye pour hommes fondée au IXe siècle à Montiéramey dans l'Aube, en France.
Elle a été l'un des plus anciens et l'un des plus gros établissements religieux du diocèse de Troyes, et a profondément marqué ses environs.
Bénédictin jusqu'en 1655, l'établissement est à cette date réformé et affilié aux bénédictins de la congrégation de Saint-Vanne jusqu'à sa fermeture en 1790. En partie détruits à la Révolution, les bâtiments encore existants sont devenus propriétés privées.

## Noms successifs
Son premier nom est « la Nouvelle Celle », afin de le distinguer de « l’Ancienne Celle » c'est-à-dire Montier-la-Celle. Au XIIe siècle le nom de son fondateur Arrémar commence à prévaloir, ce qui pour un long temps donne « Moustier Arramé » (1182-1594). Ce nom se contracte en « Monstierarramey » (1353) puis « Moutieramey » (1472), qui devient enfin « Montiéramey » (1619). On trouve aussi « Montierareme » « Moutier-Ramé » (Jean Lebeuf, XVIIIe siècle) et « Monƒtier-Amey » (carte de Cassini) au XVIIIe siècle.

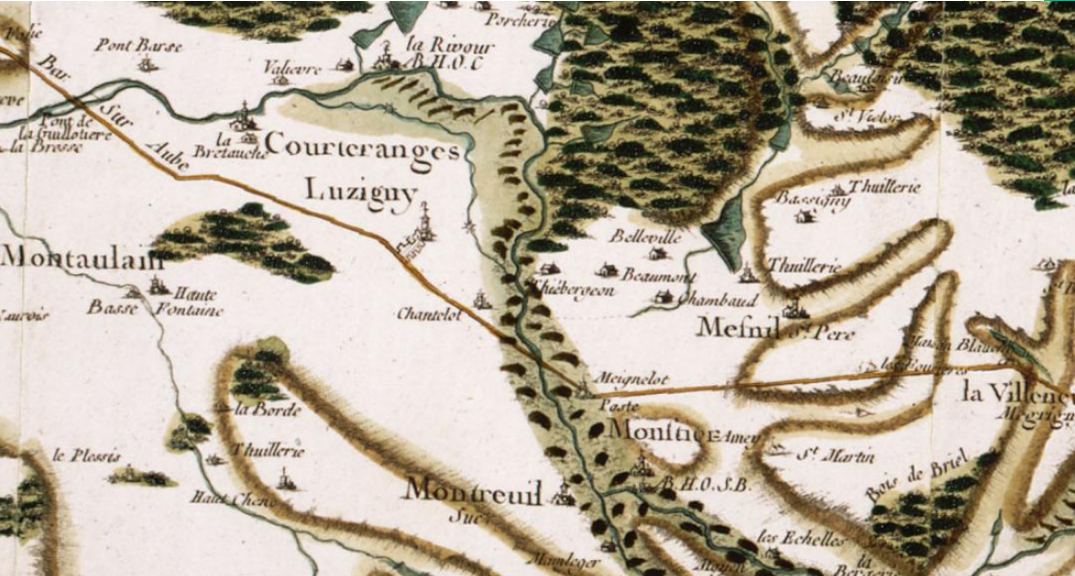
Monƒtier-Amey sur la carte de Cassini (XVIIIe siècle), au nord-est de Montreuil.

## Situation
L'établissement est à 1 km au sud de l'ancienne route de Troyes à Bar-sur-Aube dont la route départementale 619 reprend le parcours sur cette section. Par cette route, Troyes est à une petite vingtaine de km au nord-ouest et Bar-sur-Aube à ~32 km à l'est.
Le lac d'Orient, 3e plus grand lac artificiel de France métropolitaine, se trouve à 1 700 mètres au nord du site. Conçu comme réservoir à la suite de l'inondation de Paris lors de la crue de la Seine de 1910 et mis en service en 1966, il a englouti plus d'un tiers la forêt d'Orient - qui, elle, existait entière à l'époque de l'abbaye. Assez peu réduite depuis, au début du XXe siècle la forêt d'Orient était encore considérée par certains comme « la plus belle forêt de chênes de tout l'Est de la France ». Le lac, quant à lui, avait comme précurseurs une succession d'étangs de moindre envergure.
Dans ses environs se trouvent l'abbaye de Larrivour (d'où vient Alain de Larrivour, 54e évêque d'Auxerre 1152-1167) à environ 7 km au nord-ouest (~9 km en aval au fil de la Barse) ; le prieuré Saint-Georges à Vendœuvre-sur-Barse à 13 km à l'est ; le prieuré pour femmes de Villemoyenne (XIe siècle) à 10 km au sud-ouest sur la Seine.

## Histoire

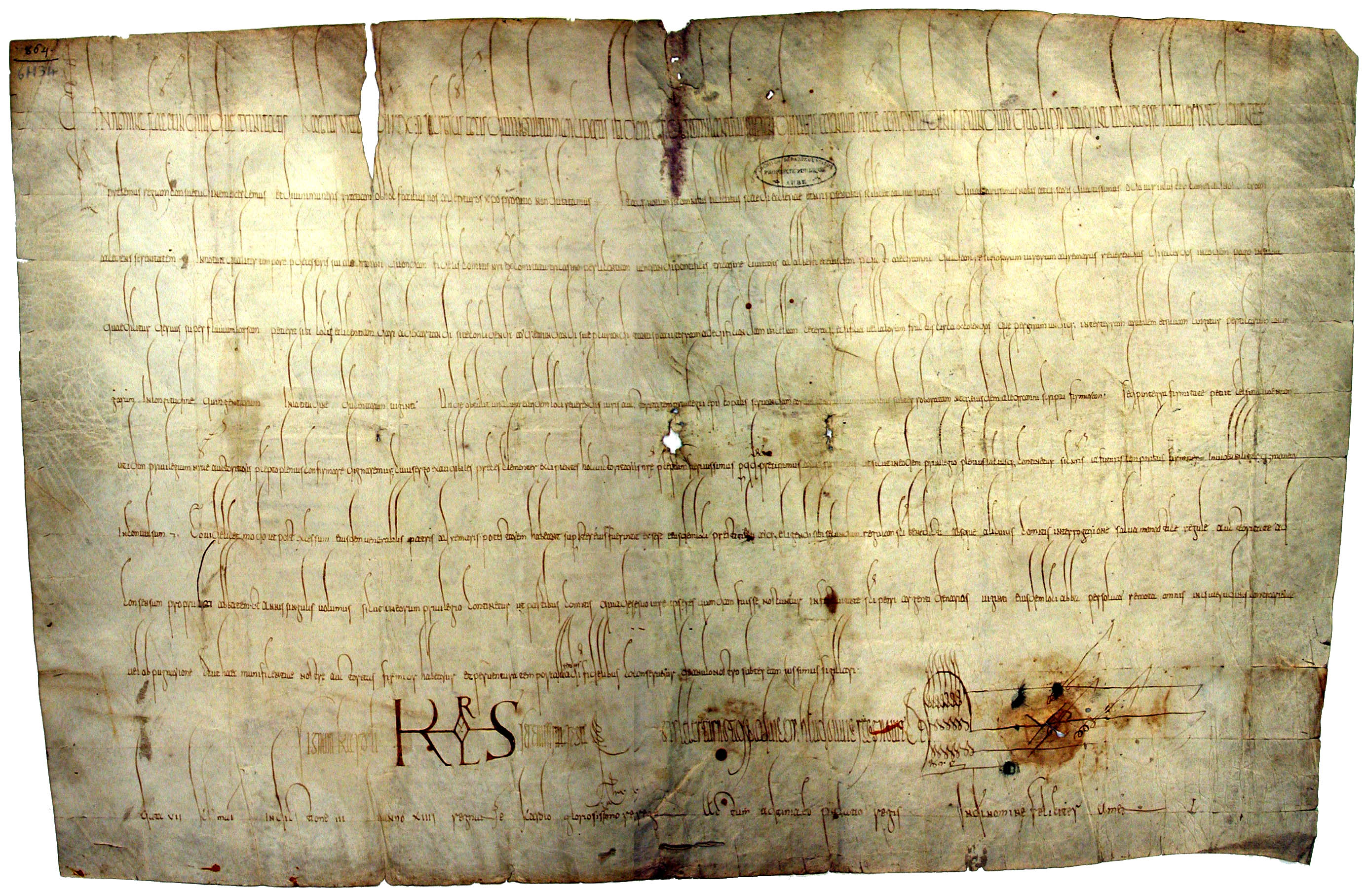
854, diplôme de Charles le Chauve.

### 837: fondation et croissance
En 837 du temps de Louis le Pieux empereur d'Occident (814-840), un religieux troyen du nom d'Arrémar fonde le monastère sur une terre donnée par Aleran, 1er comte de Troyes. Cette terre est riveraine de la Barse, affluent en rive droite de la Seine. La terre comprend les deux rives de la Barse.
Les reliques de l'ermite saint Victor de Plancy (+ VIIe siècle), jusque-là déposées à Saturniac (devenu Saint-Vitre par corruption du nom du saint, puis disparu), sont translatées dès 837 à la nouvelle abbaye et en font rapidement un centre de pèlerinage à la hauteur de la renommée du saint.
Le plus ancien acte (photo ci-contre) que possèdent les Archives de l’Aube est celui de Charles le Chauve, roi de Francie occidentale 843-877, accordant à la Nouvelle Celle plusieurs droits et domaines en 854. Deux autres importantes donations du même personnage suivent en 864 et en 871. S'y ajoutent nombre de donations, habituelles à l'époque, de personnages de moindre envergure sociale. Conséquemment l'abbaye devient des plus prospères. À cette époque sont fondés neuf prieurés sur les 13 que possède l'abbaye.
De nombreux pauvres se donnent à elle en échange de sa protection ; ainsi se créent des villages voisins : Le Mesnilot (commune actuelle de Montiéramey), Montreuil, le Mesnil-Saint-Père.

### XIe–XIIesiècle: apogée et prospérité
Au XIe siècle les comtes de Champagne soutiennent la réforme grégorienne initiée par Grégoire VII (1015/1020-1085) afin de lutter contre l'emprise des laïcs sur l’Église. Hugues comte de Troyes et duc de Champagne, les grands seigneurs féodaux de la province, les évêques de Besançon et de Langres, lui font d'importantes donations.
L'abbaye est très prospère aux XIIe et XIIIe siècles avec 14 prieurés dans sa dépendance. Gui III (abbé 1137-1163), réputé pieux et intelligent, maintient de bonnes relations avec les papes, les évêques et les autres abbés. Il correspond notamment avec saint Bernard et donne une terre pour la fondation de l'abbaye de Larrivour. Il fait de Montiéramey un centre religieux en vue. C'est à son époque, et peut-être sur sa demande, que saint Bernard compose un office dédié à saint Victor, ainsi que deux panégyriques.

Au XIIIe siècle une muraille enclot l'abbaye. Cette dernière reçoit d'importantes donations du comte de Champagne et roi de Navarre Thibaud V (1239-1270) lorsque Robert, chapelain de ce dernier, est à la tête de l'abbaye de 1251 à 1287.

### XIIIe–XVIesiècle: rattachement de la Champagne à la France, déclin
Les pouvoirs laïcs s'organisent, la ferveur religieuse diminue. Le comté de Champagne est réuni au domaine royal en 1284 par le mariage de Jeanne de Navarre comtesse de Champagne et du dauphin Philippe le Bel. Ce dernier détruit le commerce champenois en éliminant dans le sang l'ordre du Temple, base du commerce champenois, et en levant des impôts excessifs (voir La Champagne capétienne). La région s’appauvrit, les ressources de Montiéramey diminuent. De plus l'abbaye, longtemps bourguignonne, devient par politique un avant-poste du domaine royal et se transforme en place forte.
L'abbaye entame des procédures onéreuses contre les seigneurs voisins et doit subséquemment emprunter, puis vendre ou affermer ses sources de revenus. Le déclin commence à partir de 1326 quand de nombreux biens sont vendus. Il continue avec l'occupation de l'abbaye au cours de la guerre de Cent Ans (1337 à 1453, avec des pauses), qui touche la Champagne à partir de 1358. La pandémie de peste noire sévit entre 1348 et 1352 et amoindrit considérablement les revenus fonciers en élevant le coût de la main d’œuvre devenue nettement plus rare. Pierre de Raynel, énergique abbé de 1334 à 1369, fait de son mieux ; il instaure une foire annuelle à Montiéramey, fait creuser un fossé pour compléter les fortifications de l’abbaye, fait construire un cloître orné d’une belle fontaine, fonde la confrérie de saint Victor….
Puis adviennent les guerres de religion, dont les dévastations sont complétées par deux années successives d'inondations en 1437 et 1438. La mort de Charles VII en 1461 ranime les conflits. Montiéramey, fidèle à la couronne de France, voit son village incendié et son église rançonnée sous peine de destruction.
Arrive la mise en commende de l'établissement à partir de 1501 : l'abbaye tombe dans l'escarcelle de Jacques Raguier, évêque de Troyes (1483-1518). C'est l'un des premiers établissements religieux de Champagne à subir la commende.

### XVIIeetXVIIIesiècles: reconstructions
L'abbaye fut affiliée à la congrégation de Saint-Vanne et Saint-Hydulphe de 1655 à 1790.
Les XVIIe et XVIIIe siècles voient la reconstruction des bâtiments : en 1669 a lieu celle de l'aile sud du cloître (bâtiment en pierres et briques) ; de 1715 à 1717 c'est le début de la reconstruction du logis abbatial, complétée par la reconstruction de la grange et du colombier.

### Révolution: fin de l'abbaye
À la Révolution tous les bâtiments sont détruits à l'exception du logis abbatial, de sa grange et de son colombier.

## Architecture

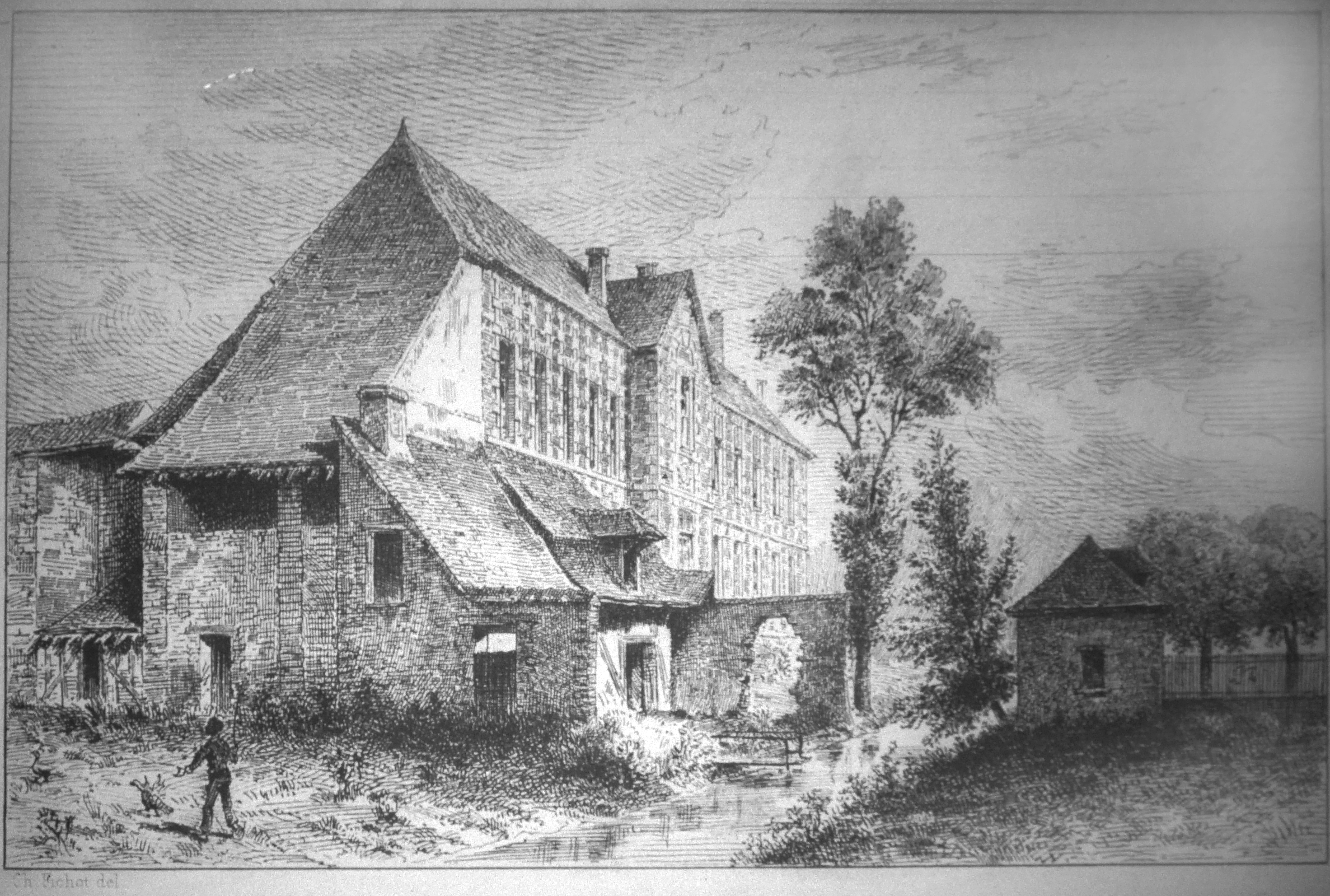
Gravure par Charles Fichot, XIXe siècle.

### Église abbatiale
La nouvelle église abbatiale achevée en 1240 est consacrée par l'évêque de Troyes Nicolas de Brie.

### Cloître
L'aile sud est terminée en 1669. C'est l'actuel bâtiment en briques et pierres.

### Bibliothèque
Provenant de l'abbaye les titres suivants, parchemins enluminés de l'auteur Petrus Lombardus (Pierre Lombard) :
- Sententiae XIIe siècle[11]
- Comment. in Epistulas Pauli premier quart du XIIIe siècle[12]

- Vitæ sanctorum du XIIe siècle[13].

### Logis abbatial
Reconstruit entre 1715 et 1717 avec ses dépendances à savoir : une grange et un colombier. C'est un joli bâtiment en briques et pierres sur deux niveaux avec combles et deux pavillons d'ailes à chaque extrémité, légèrement en retrait du corps principal. On y pénètre par une porte à double vantaux dont le fronton est orné d'un bovin peint sur un enduit, rappelant la profession du propriétaire à la fin du XIXe siècle : marchand de bestiaux. Il mesure 33 mètres de long sur 10 mètres de large. Il a conservé ses huisseries, cheminées et escaliers du XVIIIe siècle. C'est une construction typique de l'architecture de cette époque en France.

## Propriétés, terres, bénéfices
Terres
- En 880 la cité de Chaource est une possession de l'abbaye. Elle y construit dès la fin du XIIe siècle l'église Saint-Jean-Baptiste ;
- Depuis 1117, l'église de Fravaux appartient à l'abbaye, qui en possède la seigneurie à partir de 1178[14].
- 20 juin 1136 de Piney (Aube), Gautier, comte de Brienne et de Ramerupt, donne à l'abbaye de Montiéramey un emplacement sur l'Aube à Sainte-Thuise, pour y établir un moulin[15].
- À Mesnil-Saint-Père.
- Saint-Martin-ès-Vignes, seigneurie et droits de justice.
- prieuré de Chappes (petit prieuré où le montant du droit de visite (dû à l'évêque) est de seulement 300 livres, contre 1 000 livres pour le même droit au prieuré d'Isle)[16].

Droits de justice
- 1113 : droit de justice à Daudes etc. Donnés par Hugues, comte de Troyes et duc de Champagne ; parmi les témoins : Milon, comte de Bar-sur-Seine, et son frère Airard, comte de Brienne[17].
- 1637 : en possession de droits de justice à Mesnil-Saint-Père dont le procureur fiscal était avant cette date M. Thomas[18].

## Abbés, prieurs
(liste non exhaustive)
Abbés conventuels
- 837-855 : Arremar
- 863-886 ou 887 : Rotfrid
- 886-892 : Archanger
- 896-928 : Bertol
- ????-???? : Vandelric, abbatiat de 16 ou 20 ans
- 950-962 : Gratien
- 987-???? : Orland
- ????-???? : Gui Ier
- ????-???? : Boson
- ????-???? : Adold
- ????-???? : Oudri Ier
- ????-???? : Gui II
- 1045-???? : Oudri II
- ????-1060 : Valeran ou Waleran
- ????-1095 ou 1099 : Eude
- 1100-1116 : Othon
- 1117-1136 : Gauthier Ier
- 1137-1163 : Gui III
- 1170-1176 : Gauthier II
- 1178-???? : Nicolas
- 1181-1191 : Étienne
- 1191-1207 : Thibaut
- 1207-1225 : Roland de Bar
- 1225-1238 : Jacques Ier
- 1238-1251 : Jacques II
- 1251-1287 : Robert
- 1292-???? : Jean de Villey
- 1303-1325 : Simon
- 1326-1331 : Girard
- 1334-1369 : Pierre de Reynel
- ????-1369 : Guillaume de Pomereu Ier
- 1369-1374 : Guillaume de Vaudrey II
- 1380-1383 : Jean II Damas de Cousan
- 1392-1407 : Jean II Valin ou Vervin
- 1397  : Brunon, contributeur à la rédaction du cartulaire de l'abbaye.
- 1442-1449 : Gauthier III de Lavoncourt
- 1449-1483 : Gilles Coussin
- 1483-1501 : Guillaume III de Dinteville[19]
- Rémond Renouard, cinquantième abbé[20].

Abbés commendataires
- 1501-1518 : Jacques Raguier évêque de Troyes
- 1713-1733 : Pierre de Pardaillan de Gondrin évêque-duc de Langres
- 1770-1791 : Charles-Joseph de Raffélis de Saint-Sauveur, évêque de Tulle.

## Religieux et civils connus
- Nicolas de Clairvaux

## Armoiries

Armes de l'abbaye.

L'abbaye portait : D'azur, à senestre, une clef en pal ; à dextre, une épée posée de même, le tout d'argent ; en chef, une fleur de lys d'or.

## Archives
- Cartulaire de l'abbaye Saint-Pierre de Montiéramey - voir « Inventaire du cartulaire de Montiéramey et Saint-Jean-en-Chatel », sur archives-aube.fr (consulté le 3 juin 2017).
- « Latin 5572 », sur BnF Archives et manuscrits (consulté le 4 juin 2017) - Manuscrit de l'abbaye Saint-Pierre de Montiéramey. Vita sanctae Mariae Aegyptiae..., 1001-1100 (lire en ligne).
- « Latin 796 », sur BnF Archives et manuscrits (consulté le 8 juin 2017) - Manuscrit de l'abbaye Saint-Pierre de Montiéramey. Breviarium ad usum monasterii Arremarensis, 1175-1300 (lire en ligne).
- « Latin 1063 », sur BnF Archives et manuscrits (consulté le 8 juin 2017) - Manuscrit de l'abbaye Saint-Pierre de Montiéramey. Psalterium et horae Johannis Vernini, abbatis monasterii Arremarensis, xve siècle.
- « Latin 5432 », sur BnF Archives et manuscrits (consulté le 8 juin 2017) - Manuscrit de l'abbaye Saint-Pierre de Montiéramey. chartularium monasterii Arremarensis (vulgò Montier-Ramey) ordinis sancti Benedicti, in dioecesi Trecensi.
- « Latin 5433 », sur BnF Archives et manuscrits (consulté le 8 juin 2017) - Manuscrit de l'abbaye Saint-Pierre de Montiéramey. chartularium abbatiae Arremarensis, ordinis sancti Benedicti, in dioecesi Trecensi.

Lettrines extraites du manuscrit 'Breviarium ad usum monasterii Arremarensis'
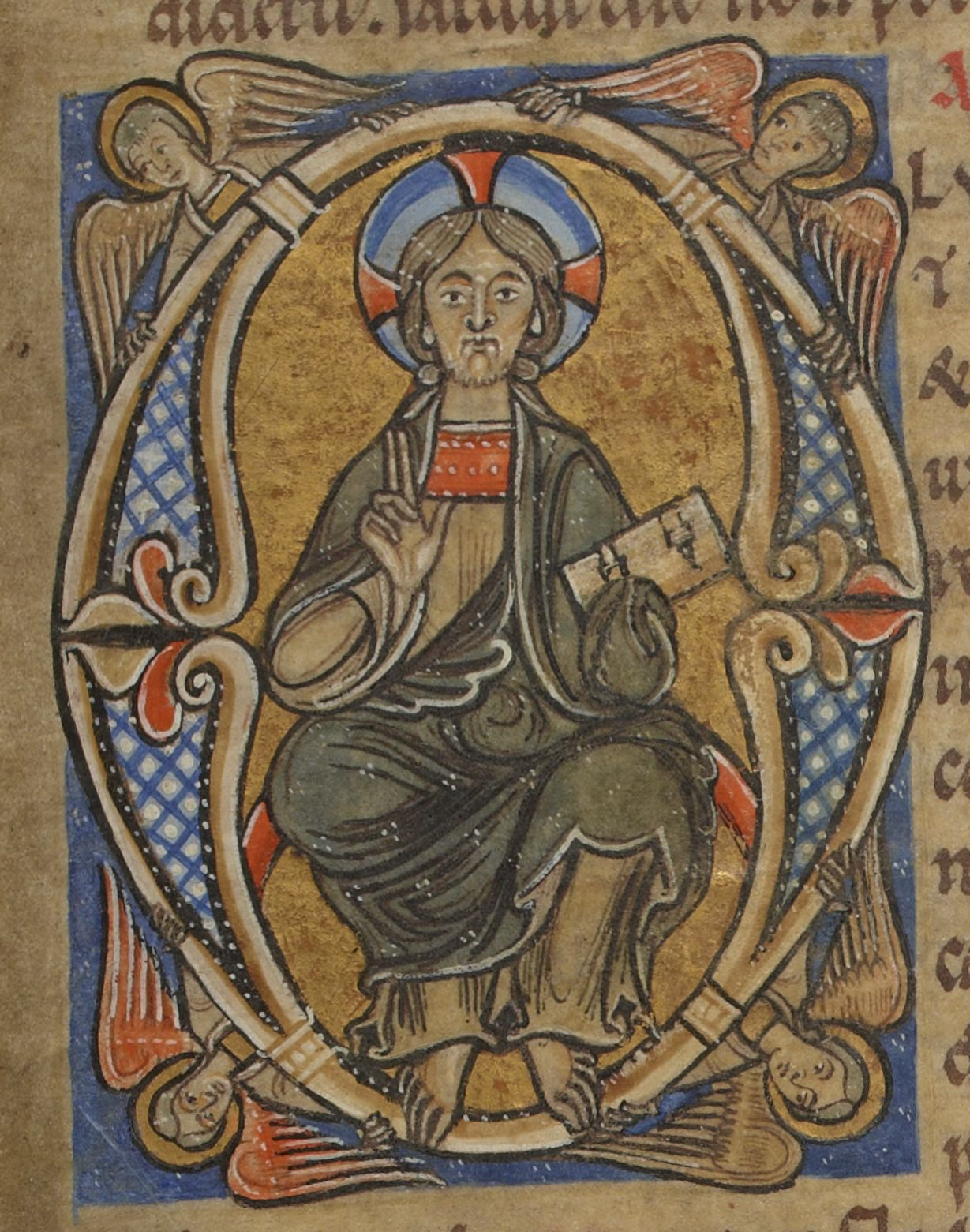
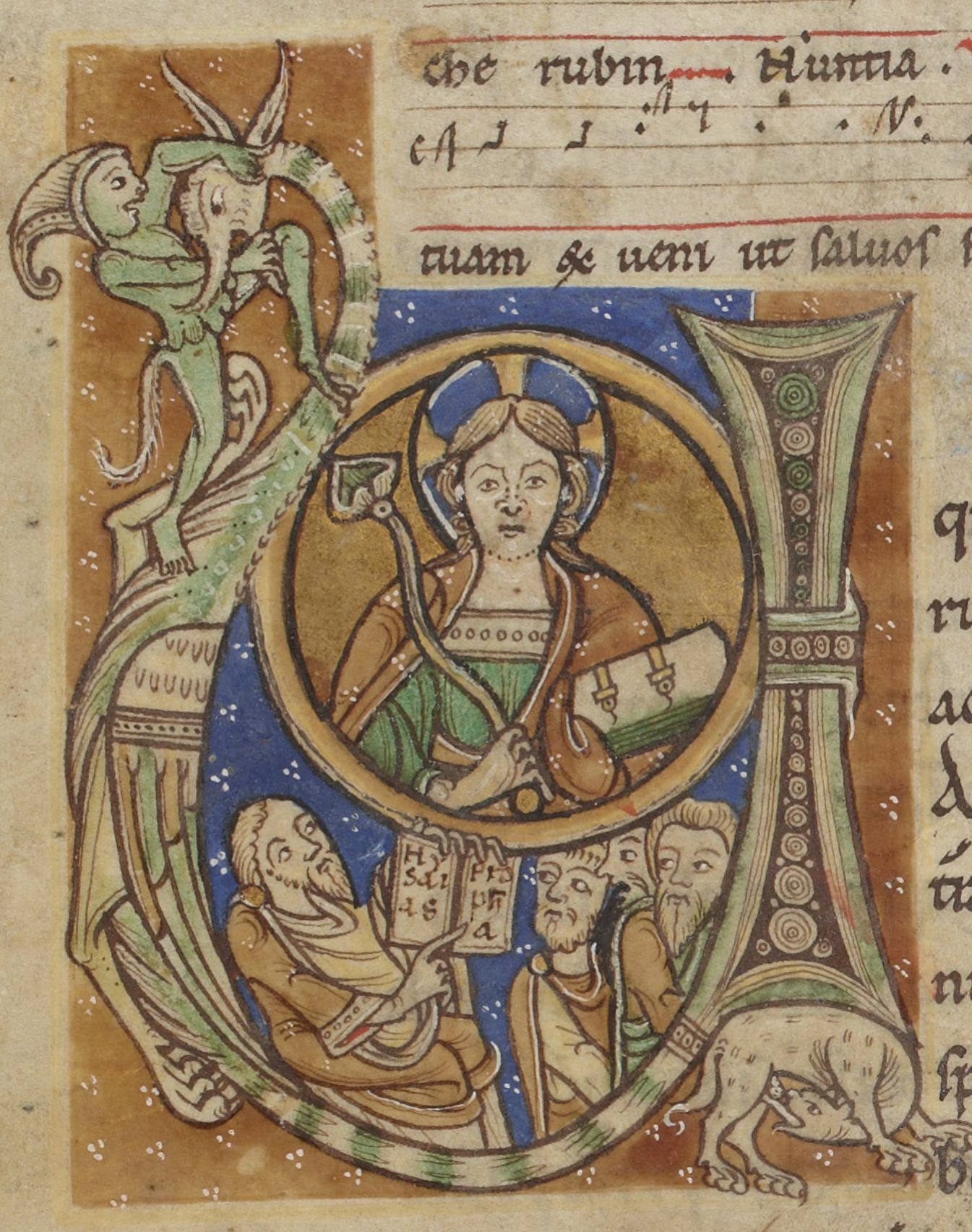
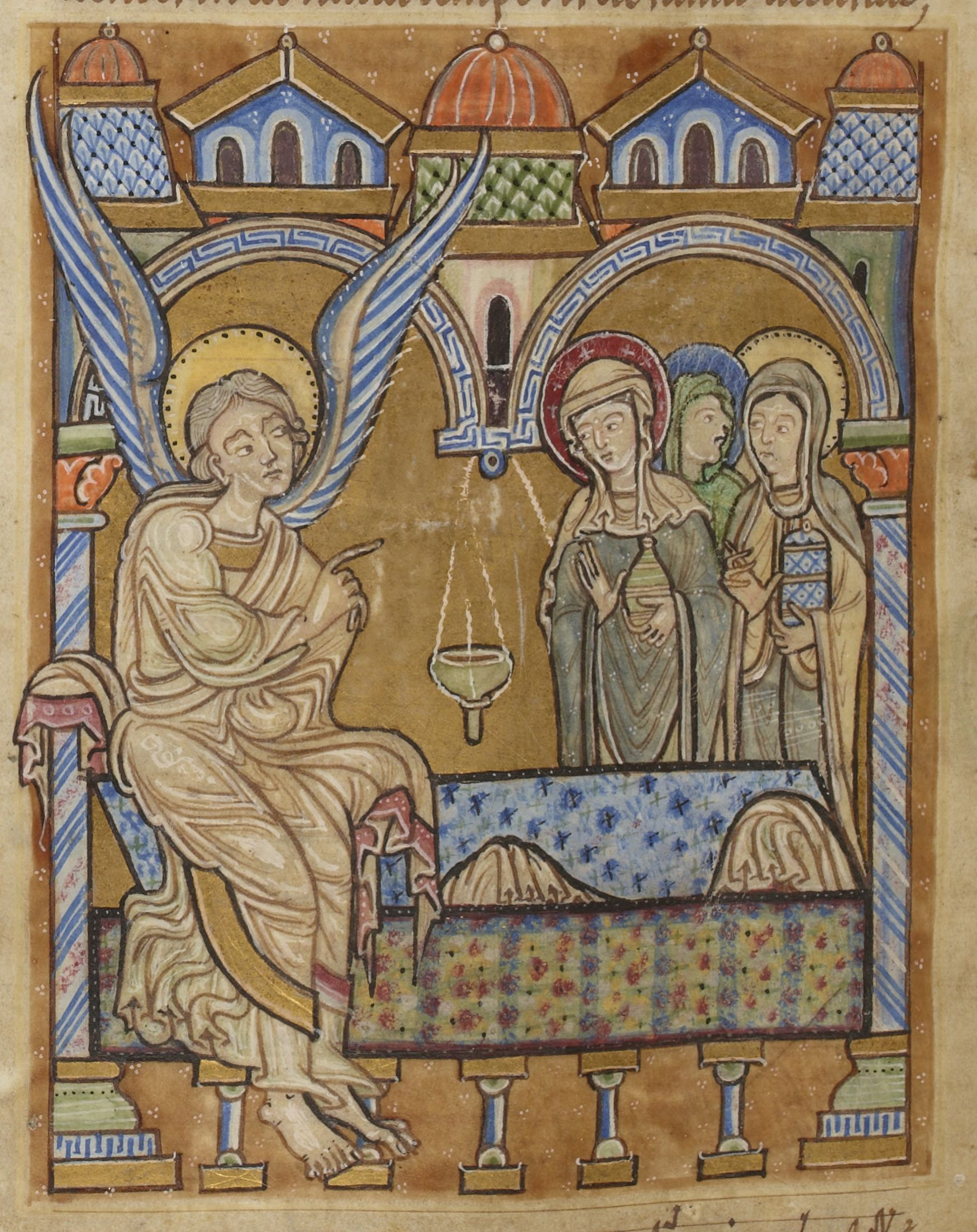
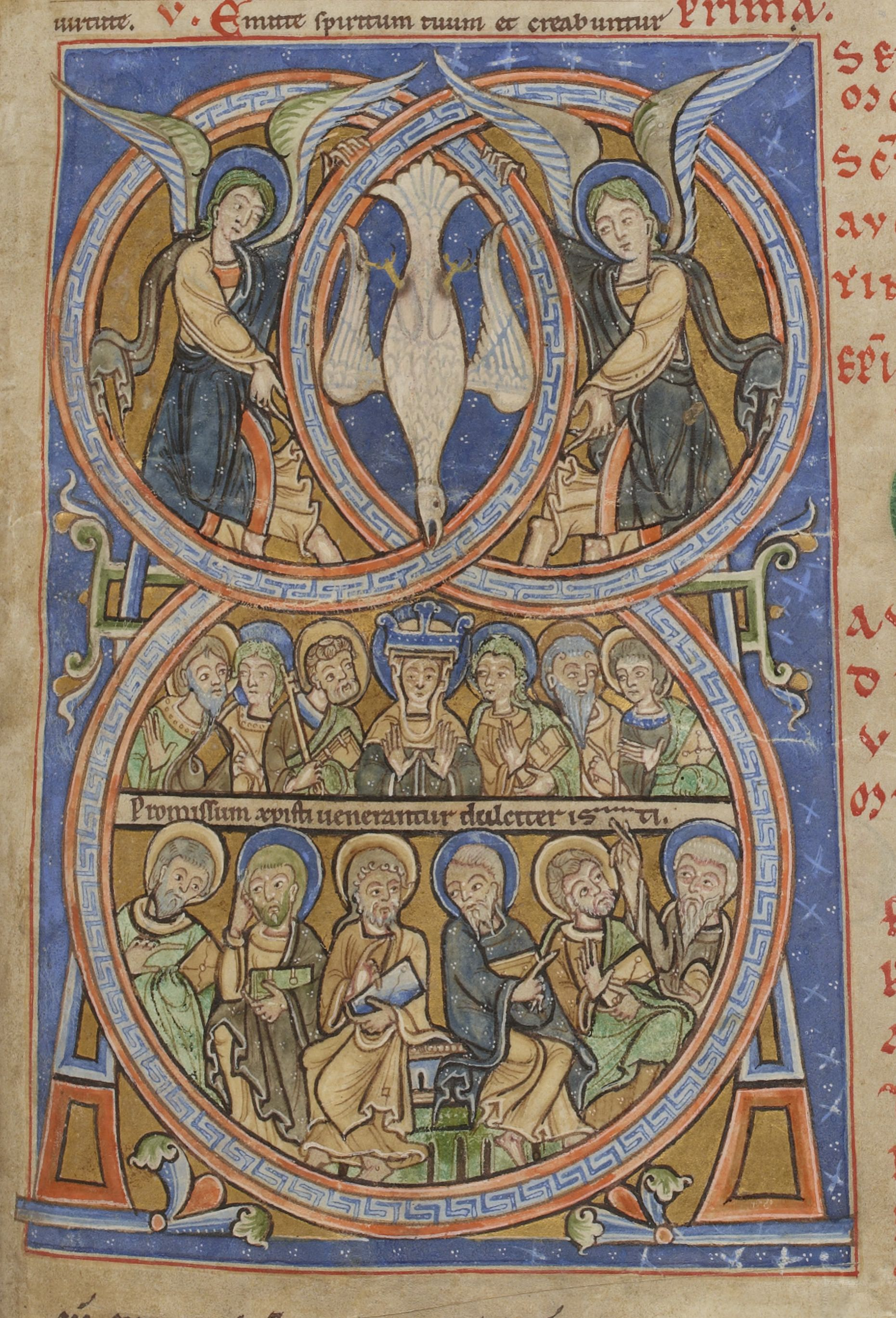
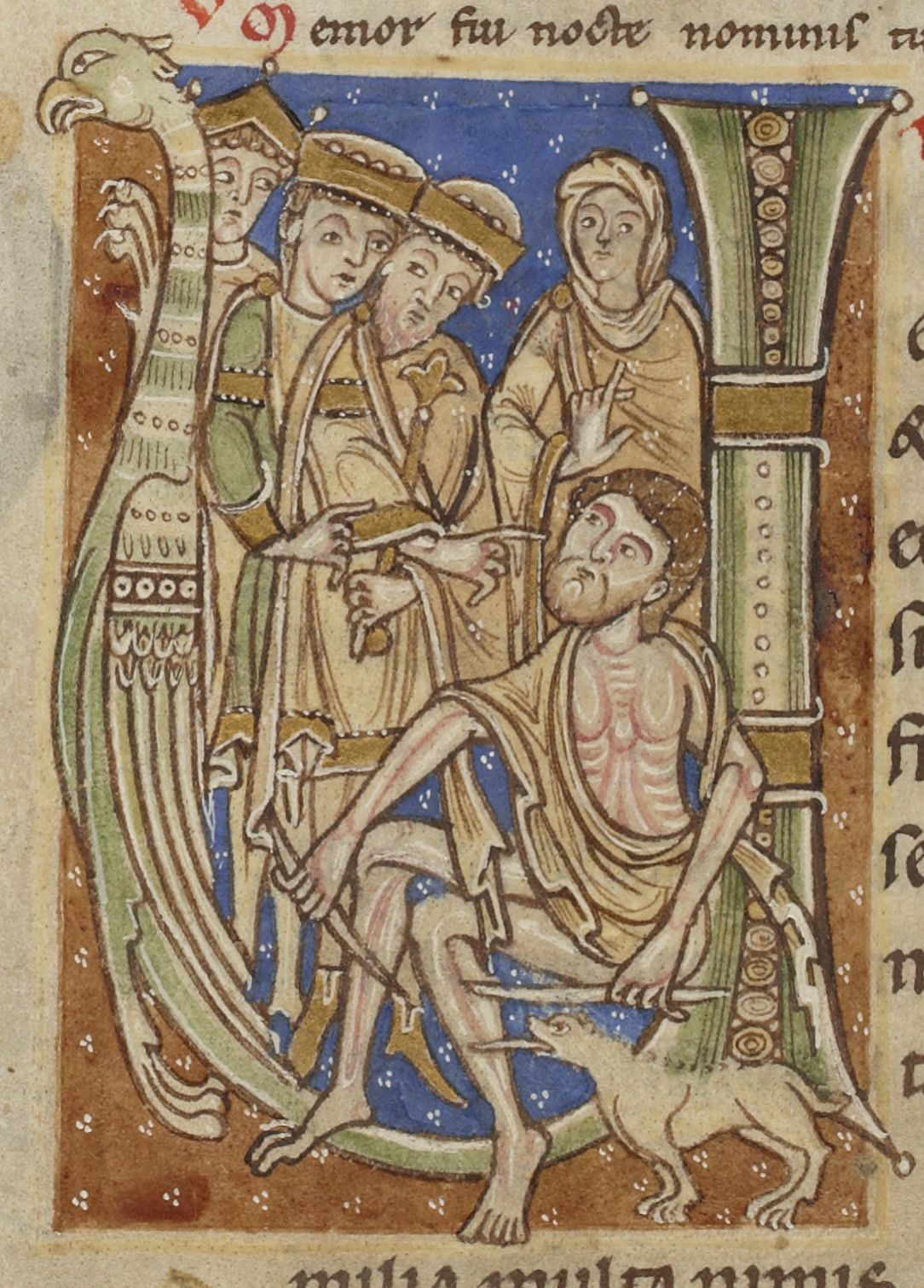
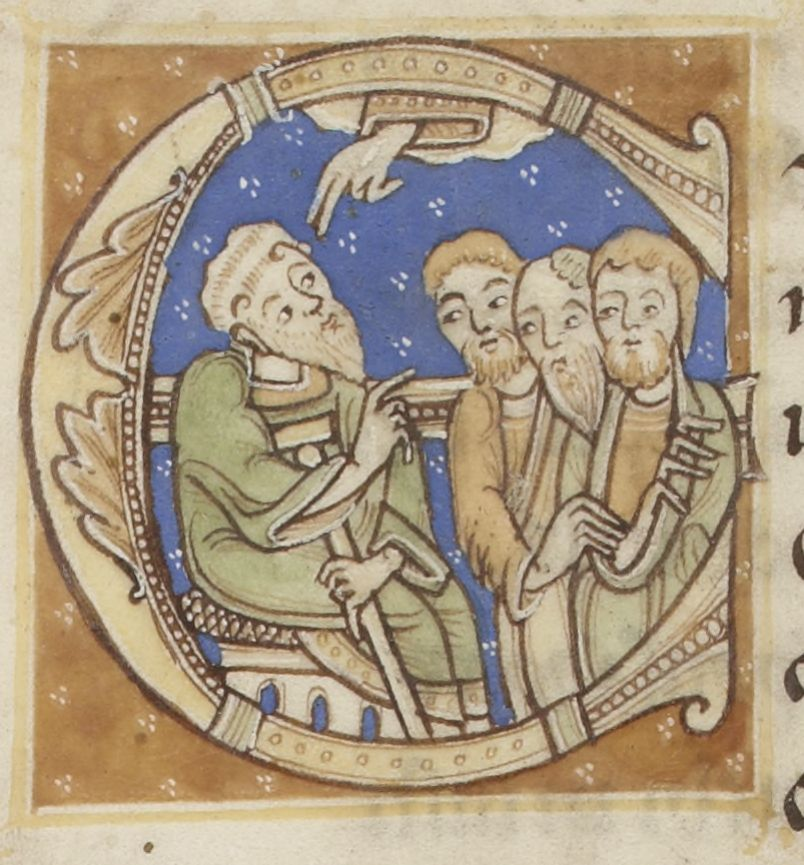